# أنا سكتين (ألبوم)
أنا سكتين: هو الألبوم الثالث عشر للمطربة اللبنانية إليسا، صدر في 7 مايو 2024م، وهو أول ألبوم من إنتاجها، ومن توزيع شركة روتانا. لقد طرح الالبوم على تطبيق انغامي و سبوتفاي ولم يطرح على اليوتيوب بسبب مشاكل مع شركة وتري والفنانة اليسا ، ومع ذالك نجح الالبوم بشكل كبير على تطبيقات الموسيقى و حقق نجاح كبير على تطبيق تيك توك وهذا يأكد ان الفنانة اليسا تنجح اينما كانت .

## الأغاني
| العنوان       | كلمات         | ألحان         | توزيع         | المدة |
| ------------- | ------------- | ------------- | ------------- | ----- |
| بتمايل        | عزيز الشافعي  | عزيز الشافعي  | أمين نبيل     | 4:07  |
| أنا سكتين     | نادر عبد الله | تامر عاشور    | أحمد إبراهيم  | 4:57  |
| فرحانة معاك   | نادر عبد الله | Gökhan Örs    | أحمد إبراهيم  | 4:40  |
| كلّو وهم       | مروان خوري    | مروان خوري    | داني خوري     | 3:22  |
| العقد         | أيمن بهجت قمر | محمد يحيى     | جلال الحمداوي | 3:38  |
| النظرة الأولى | أيمن بهجت قمر | محمد يحيى     | جلال الحمداوي | 3:46  |
| شو كان بيمنعك | مروان خوري    | مروان خوري    | عمر صباغ      | 4:07  |
| من أول السطر  | أسامة مصطفى   | سامر أبو طالب | جلال الحمداوي | 4:36  |
| نظرات         | صابر كمال     | محمد يحيى     | جلال الحمداوي | 3:19  |
| حظي ضحكلي     | مروان خوري    | مروان خوري    | داني خوري     | 3:12  |
| حلالي         | نادر عبد الله | أحمد زعيم     | أحمد إبراهيم  | 4:06  |
| خوليو وفيروز  | محمد رحيم     | محمد رحيم     | محمد رحيم     | 4:28  |